# Meiorganum
Meiorganum is een geslacht van schimmels behorend tot de familie Paxillaceae. De typesoort is Meiorganum neocaledonicum.

## Soorten
Volgens Index Fungorum telt het geslacht vier soorten (peildatum oktober 2020):
| Soortnaam                   | Auteur(s)                               | Publicatiejaar |
| --------------------------- | --------------------------------------- | -------------- |
| Meiorganum agathidis        | (Corner) Singer, J. García & L.D. Gómez | 1990           |
| Meiorganum curtisii         | (Berk.) Singer, J. García & L.D. Gómez  | 1990           |
| Meiorganum neocaledonicum   | R. Heim                                 | 1966           |
| Meiorganum olivaceoflavidum | (Cooke & Massee) T.H. Li & Watling      | 1999           |